# Ігри нескорених 2020

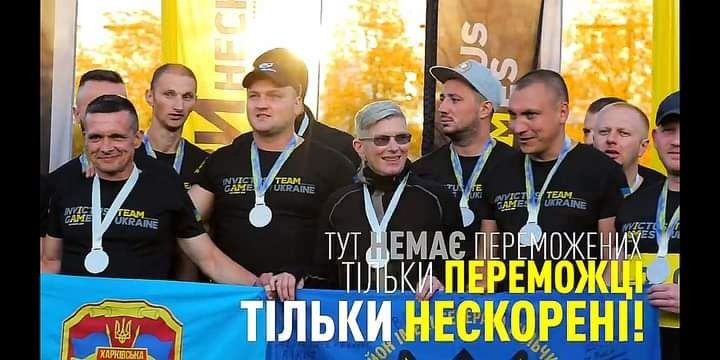

Ігри нескорених 2020, Ігри нескорених 2.0 (англ. 2020 Invictus Games) — параспортивна подія для поранених військовослужбовців та ветеранів, що проходила у Гаазі, Нідерланди. П'яті Ігри нескорених включали змагання з одинадцяти видів спорту. Це перші Ігри нескорених, які пройшли також із врахуванням пандемії КОВІД-19.
Вперше у змаганнях узяла участь Бельгія, а для України ці ігри стали третіми за рахунком. Для української команди квота в Іграх нескорених 2020 була збільшена Фундацією Ігор з 15 до 20 осіб через високий рівень організації та популярність змагань в Україні. Імена учасників, які представили Україну, були офіційно оприлюднені 17 жовтня 2019 року.
Продовження цих ігор заплановано на період від 29 травня 2021 до 5 червня 2021.

### Країни-учасниці
- Австралія
- Бельгія
- Велика Британія
- Грузія
- Данія
- Естонія
- Ірак
- Італія
- Йорданія
- Канада
- Нідерланди (країна-господар)
- Німеччина
- Нова Зеландія
- Південна Корея
- Польща
- Румунія
- США
- Україна
- Франція[6]

### Види спорту
- Стрільба з лука
- Легка атлетика
- Гольф
- Веслування у закритих приміщення
- Пауерліфтинг
- Велоспорт
- Волейбол
- Хокей
- Плавання
- Баскетбол
- Регбі

## Місця й медалі
Легка атлетика (штовхання ядра) у категорії «IF4»
- Крупський Богдан
- Маковей Олександр
- Горбачов Юрій

Легка атлетика (біг на 100 м) у категорії «IT7»
- Борщенко Іван
- Дикий Віктор
- Бондарчук Андрій

Легка атлетика (біг на 400 м) у категорії «IT7»
- Дикий Віктор
- Данилюк Олександр
- Бондарчук Андрій

Легка атлетика (біг на 1500 м) у категорії «IT7»
- Дикий Віктор
- Хилюк Сергій
- Іванов Сергій

Плавання (вільним стилем) на 50 м у категорії «ISB»
- Пандрак Сергій
- Стуженко Василь

Плавання (вільним стилем) на 50 м у категорії «ISC»
- Павлов Ігор

Плавання (вільним стилем) на 50 м у категорії «ISE»
- Кайдан Артем
- Блуд Володимир
- Наглій Сергій

Плавання (вільним стилем) на 100 м у категорії «ISB»
- Пандрак Сергій

Плавання (вільним стилем) на 100 м у категорії «ISE»
- Майстренко Ігор
- Кайдан Артем
- Наглій Сергій

Стрільба з лука (початківці), класичний лук
- Нерода Володимир
- Бахшиєв Роман
- Пацев Ігор

Стрільба з лука (професіонали), класичний лук
- Казаєв Іван
- Зозуляк Олександр
- Сидорук Дмитро

Стрільба з лука (професіонали), блочний лук
- Шимчак Сергій
- Заставський Олександр
- Лучків Павло

Пауерліфтинг (легка вага) у категорії «IP4»
- Оксентюк В'ячеслав
- Компанієць Анатолій

Пауерліфтинг (середня вага) у категорії «IP5»
- Котовенко Андрій
- Улітенков Сергій
- Єгоров Володимир

Пауерліфтинг (важка вага) у категорії «IP6»
- Олексенко Євген
- Казаєв Іван
- Немінський Ігор

Велоспорт на шосе у категорії «IRB1»
- Шимчак Сергій

Велоспорт на шосе у категорії «IRB3»
- Зекун Юрій
- Прокопенко Олександр
- Бондаренко Ігор

Веслування на тренажерах (1 хв.) у категорії «IR3»
- Галушка Ігор
- Павлов Ігор
- Прокопенко Олександр

Веслування на тренажерах (1 хв.) у категорії «IR5»
- Тихонівський Павло
- Наглій Сергій
- Марченко Олександр

Веслування на тренажерах (1 хв.) у категорії «IR6»
- Казаєв Іван
- Ковальський Павло
- Крупський Богдан

Веслування на тренажерах (4 хв.) у категорії «IR3»
- Галушка Ігор
- Прокопенко Олександр
- Товкис Володимир

Веслування на тренажерах (4 хв.) у категорії «IR5»
- Тихонівський Павло
- Наглій Сергій
- Марченко Олександр

Веслування на тренажерах (4 хв.) у категорії «IR6»
- Ковальський Павло
- Проскурня Михайло
- Котовенко Андрій